# Micronova

Impresión artística de micronova.

Una micronova es un estallido estelar con una fuerza de aproximadamente una millonésima parte de la de una nova clásica. El fenómeno se debe a una acumulación de materia procedente de los alrededores de la estrella, por ejemplo, de una estrella compañera.
Un equipo del Observatorio Europeo Austral anunció el 20 de abril de 2022 que ha identificado tres micronovas enanas blancas utilizando datos del telescopio espacial TESS y el Very Large Telescope.